# Jonival Lucas
Jonival Lucas da Silva  (Sapeaçu, 18 de setembro de 1945 — ?, 25 de maio de 2002) foi um político brasileiro.

## Vida pessoal
Exerceu o mandato de deputado federal constituinte em 1988.

## Carreira política
Sua carreira começou quando, em 1984, tornou-se oficial de gabinete da Secretaria de Educação e Cultura de Salvador. Entre de 1986 a 1990, foi assessor parlamentar da Assembléia Legislativa da Bahia (ALBA).
Se filiou ao Partido Democrata Cristão (PDC) e,  entre 1990 e 1992, atuou como assessor da presidência do Instituto de Terras da Bahia (INTERBA), em Salvador. Também foi, de 1992 a 1998, assistente parlamentar na Câmara dos Deputados.
Entre 1999 e 2003, representou o estado da Bahia como deputado federal pelo Partido Progressista Brasileiro (PPB). Antes de concluir o mandato, no ano de 2000, deixou o partido e filiou-se ao Partido da Frente Liberal (PFL). No mesmo ano, mudou-se para o Partido do Movimento Democrático Brasileiro (PMDB).
Pelo partido, se elegeu-se na Câmara, em 2002.